# Archeologische opgraving

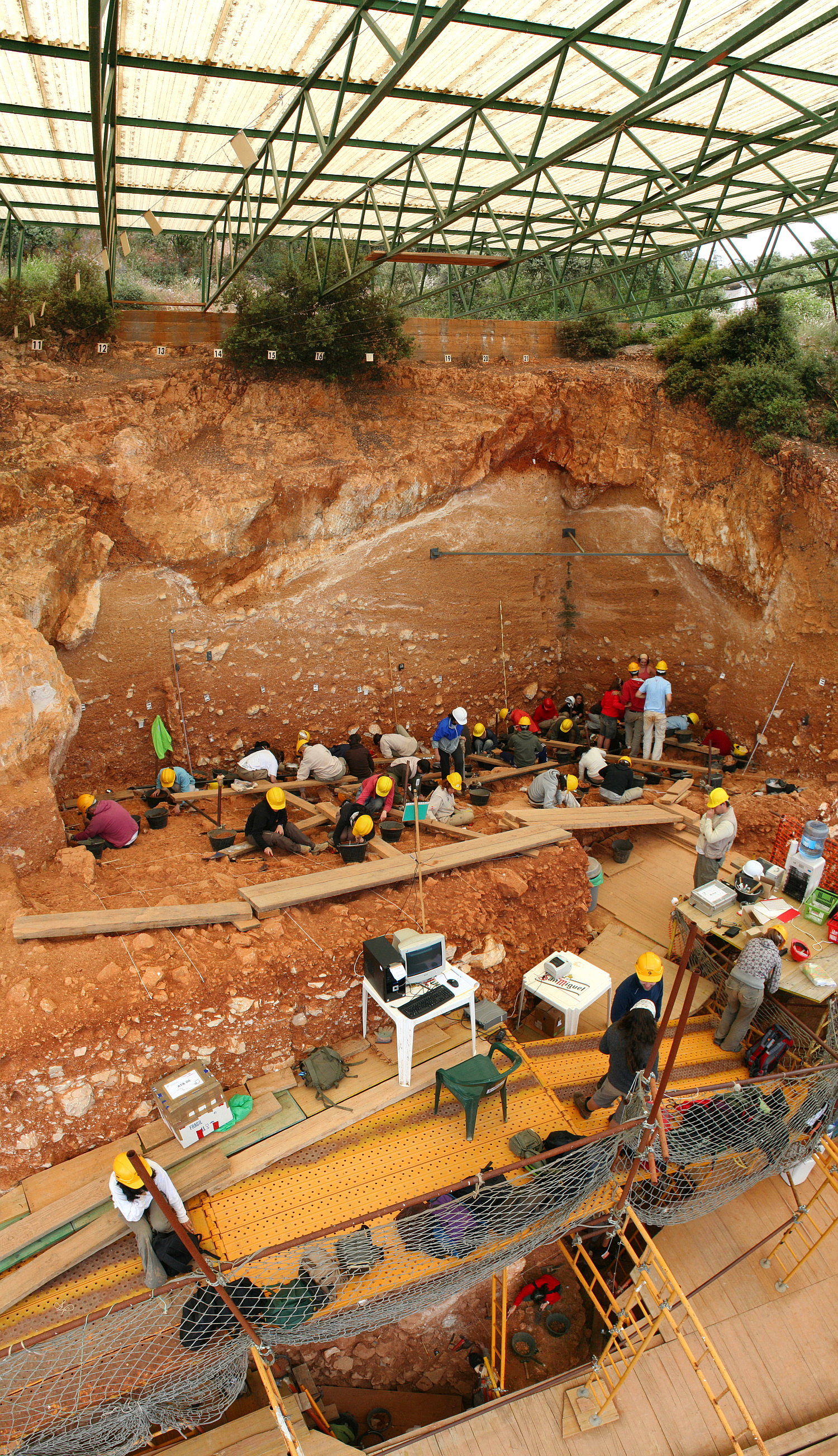
Graven naar resten van Homo heidelbergensis in de 'Gran Dolina' in Atapuerca, Spanje

Een archeologische opgraving is een archeologisch werkproces om in de bodem aanwezige materiële resten (zoals artefacten, architectonische structuren) en andere sporen van menselijke activiteit of aanwezigheid te traceren en te bestuderen, teneinde wetenschappelijke vraagstukken omtrent het menselijke verleden te kunnen beantwoorden. De locatie waar een opgraving plaatsvindt of heeft plaatsgevonden wordt in het jargon site genoemd.
De opgraving is de eindstap in de archeologische onderzoekscyclus, de procedure om een vindplaats op te sporen en te documenteren.

## Graven
Een opgraving beoogt een gecontroleerde afgraving van een terrein waarbij, zo weinig mogelijk van de bodemopbouw wordt verstoord om zo veel mogelijk gegevens te genereren. Het opgraven geschiedt daarom volgens specifieke wetenschappelijke methoden en technieken, en is bovendien gebonden aan vastgestelde voorschriften. Zo dienen alle opgravingen in Nederland te worden uitgevoerd conform de richtlijnen van de Kwaliteitsnorm Nederlandse Archeologie (KNA), en mag er alleen veldwerk worden verricht met een opgravingsvergunning.
Alle bijzonderheden die tijdens de opgraving worden waargenomen, worden met verschillende methoden nauwkeurig vastgelegd, gedocumenteerd en bestudeerd. Bij het opgravingsproces wordt gebruikgemaakt van specifiek materieel en diverse, vooral landmeetkundige, instrumenten, zoals theodolieten en tachymeters. Het grove graafwerk wordt uitgevoerd door graafmachines, de fijnere graafwerkzaamheden, al naargelang de samenstelling van de bodem, met behulp van spades, houwelen, troffels en ander gereedschap. Een opgraving hoeft overigens niet perse archeologische vondsten op te leveren. Het gaat om een wetenschappelijk doel: het vaststellen of archeologische sporen of resten aanwezig zijn of niet en deze te duiden; de vondsten zijn geen doel op zich.

## Uitvoering

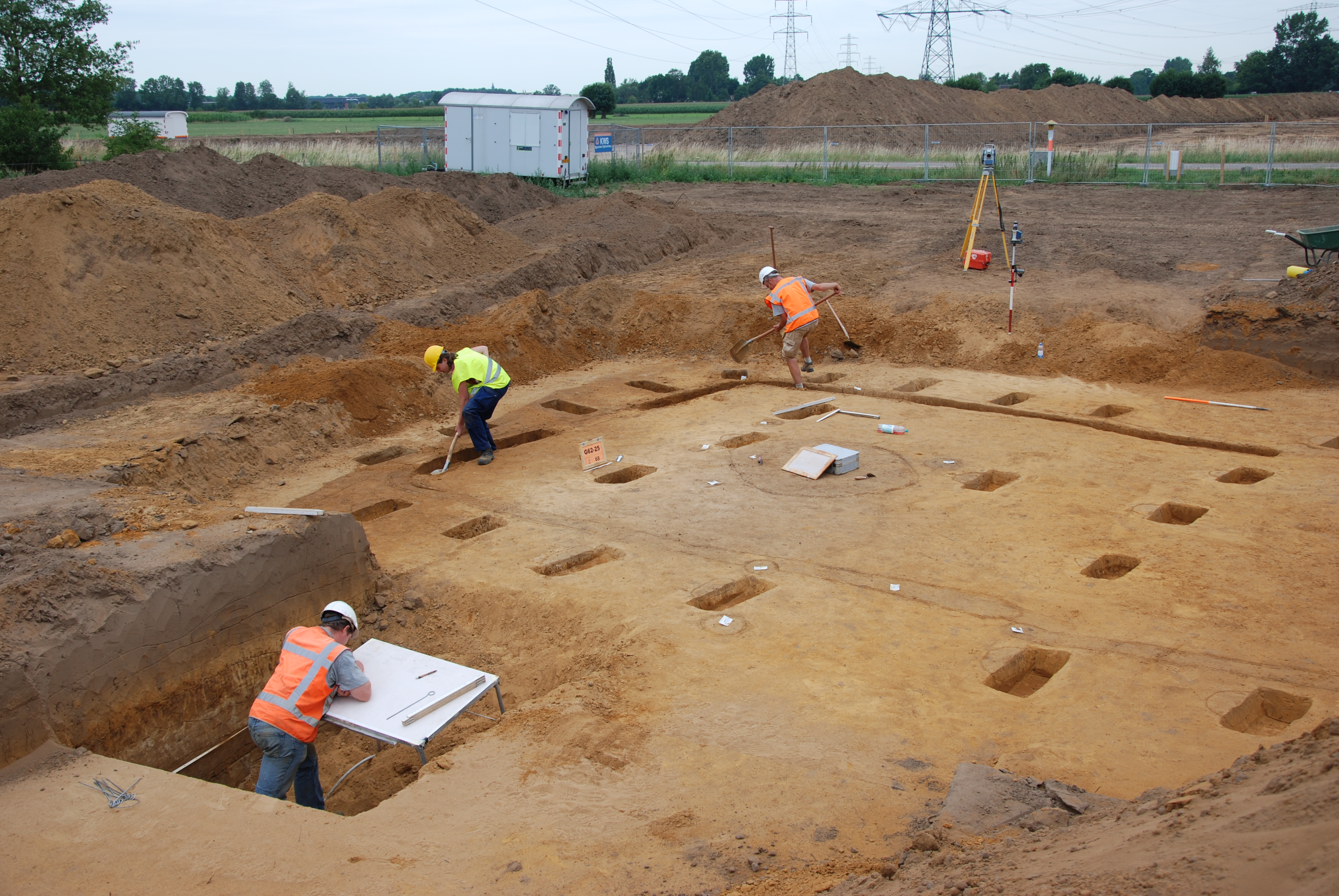
Opgraving in het Gelderse Vierakker waar een huisplattegrond uit de ijzertijd werd blootgelegd

Opgravingen worden uitgevoerd door enerzijds wetenschappelijke instituten zoals universiteiten en musea en archeologische overheidsdiensten en anderzijds - sinds de inwerkingtreding van het Verdrag van Malta (1992) - door commerciële bedrijven met een opgravingsvergunning. Als opdrachtgever voor de laatste fungeren doorgaans partijen die voornemens zijn een bepaalde ingreep in de bodem te doen, zoals projectontwikkelaars, agrariërs, bouwbedrijven of gemeenten.
Opgravingen worden geleid en gedeeltelijk uitgevoerd door archeologen. Bij opgravingen zijn geregeld ook andere specialisten betrokken, zoals archeobotanici en archeozoölogen, aardwetenschappers (zoals geoarcheologen en bodemkundigen) en historisch geografen. Archeogenetici hebben ongeschonden graven en kerkhoven een belangrijker bron van informatie dan voorheen gemaakt. De werkwijze van de archeologen is ook veranderd. Bij opgravingen wordt - afhankelijk van hetgeen waarnaar men op zoek is - nu beschermende kleding gedragen om besmetting met modern DNA te voorkomen. Het veldpersoneel bestaat uit archeologische veldassistenten, gravers in loondienst en vrijwilligers.

## Illegale opgravingen
Al eeuwen zijn antiquiteiten geliefde verzamelobjecten en hebben daardoor vaak een grote geldelijke waarde. In de meeste landen, ook in Nederland, worden archeologische objecten gerekend tot het cultureel erfgoed en daarom overheidseigendom en (in Nederland) als provinciaal eigendom beschouwd. Veel overheden eisen dat vondsten bij officiële instanties worden gemeld en hebben het niet melden strafbaar gemaakt.
Hoewel de handel in oudheden gedeeltelijk is toegestaan, zijn illegale opgravingen (opgravingen uitgevoerd zonder overheidspermissie en vanuit een commercieel belang) vrijwel overal verboden. De illegale export van archeologische vondsten is in veel landen strafbaar en wordt in landen als Egypte en Ierland streng gesanctioneerd. Desondanks floreert de illegale handel in antiquiteiten, mede door beperkingen en soms corruptie van de toezichthoudende diensten, de toenemende capaciteiten van de schatgravers, die ondanks het gebrek aan een academische scholing een zekere archeologische kennis en inzicht hebben opgedaan, en de goed geoliede contactnetwerken. Regelmatig raken kunsthandelaars en soms zelfs musea in opspraak wegens de acquisitie, het bezit of de verkoop van archaeologica uit illegale opgravingen.
Vanuit een wetenschappelijk oogpunt is de clandestiene opgravingspraktijk zeer problematisch. Voor archeologisch onderzoek zijn niet alleen de vondsten zelf van belang, maar ook en vooral de context waarbinnen deze gevonden worden. Losse, "extra-contextuele" objecten verschaffen de wetenschap veel minder informatie. Daar schatgravers zich in het geheel niet om de stratigrafische positie van de objecten en wat dies meer zij bekommeren, gaan vele belangrijke gegevens verloren. Ook de objecten zelf, die in particuliere collecties terechtkomen, zijn onbereikbaar voor de archeoloog, zelfs die oudheden die zo nu en dan door de inlichtingen- en politiediensten worden opgespoord en teruggevorderd, aangezien zij als bewijsmateriaal fungeren in vaak langslepende rechtszaken. Bovendien rust er in de wetenschappelijke wereld een taboe op het publiceren van materiaal dat afkomstig is uit illegale opgravingen.
Men is echter wel gebaat bij georganiseerde amateurarcheologie die zich aan de regels houdt, uit oogpunt van draagvlak en vanwege de extra handen die zij kunnen bieden. Toenemende veiligheids- en procedurele regels, die bijvoorbeeld leiden tot een toenemende snelheid en routinematigheid van werken, maken het evenwel steeds moeilijker om goedwillende amateurs in strak geleide opgravingsprojecten in te zetten.